# Alpgau
L'Alpgau était un pagus ou gau du duché d'Alémanie puis du duché de Souabe.
Il s'étendait entre la Wutach, la Forêt-Noire, le Rhin et la Baar.
Il était limité :
- à l'ouest, par le Brisgau ;
- au nord, par le Bertoldsbaar ;
- à l'est, par l'Hegau ;
- au sud, par le Thurgau, l'Augstgau et le Zürichgau.